# Bergon
Pour les articles homonymes, voir Denise Bergon.
Le Bergon est un ruisseau qui traverse le département du Gers et un affluent droit de la Douze dans le bassin versant de l'Adour.

## Hydronymie
Le Bergon naît sous le nom de ruisseau de Gaillon.

## Géographie
D'une longueur de 16 kilomètres, il prend sa source sur la commune de Manciet (Gers), à l'altitude 175 mètres.
Il coule du sud-est vers le nord-ouest et se jette dans la Douze à Campagne-d'Armagnac (Gers), à 300 mètres à l'est du lieu-dit Bahus, à l'altitude 105 mètres.

## Communes et cantons
Dans le département du Gers, le Bergon traverse cinq communes et trois cantons : dans le sens amont vers aval : Manciet (source), Eauze, Réans, Cazaubon et Campagne-d'Armagnac (confluence).
Soit en termes de cantons, le Bergon prend source dans le canton de Nogaro, arrose le canton d'Eauze et conflue dans le canton de Cazaubon.

## Affluents
Le Bergon a quatre affluents référencés :
- le ruisseau du Baqué (rd), 1,6 km ;
- le ruisseau de Cimecourbe (rd) ;
- le ruisseau la Saoume (rd) ;
- le ruisseau de Hitère (rg), 3,4 km.

Géoportail référence un autre affluent :
- le ruisseau de Réchou (rg), qui conflue entre le ruisseau de Saoume et celui de Cimecourbe.